# Faucon chicquera
Falco chicquera
Espèce
Statut CITES
Répartition géographique
Statut de conservation UICN

 NT  : Quasi menacé
Le Faucon chicquera (Falco chicquera), également appelé faucon shikra ou faucon à cou roux ou faucon émerillon à tête rouge, est une espèce de rapaces diurnes appartenant à la famille des Falconidae.
Ce faucon capture en plein vol des oiseaux de petite taille.
Il niche au sol dans les  landes ou dans l'ancien nid d'autres espèces.
En Afrique, il se rencontre dans les zones à végétation éparse et semi-aride, mais aussi les forêts riveraines, souvent à proximité du palmier Borassus aethiopum. C'est un oiseau principalement résident, mais qui se déplace en fonction de la météo. En Inde, on le voit dans des paysages ouverts et souvent à proximité des habitations.